# Thamserku

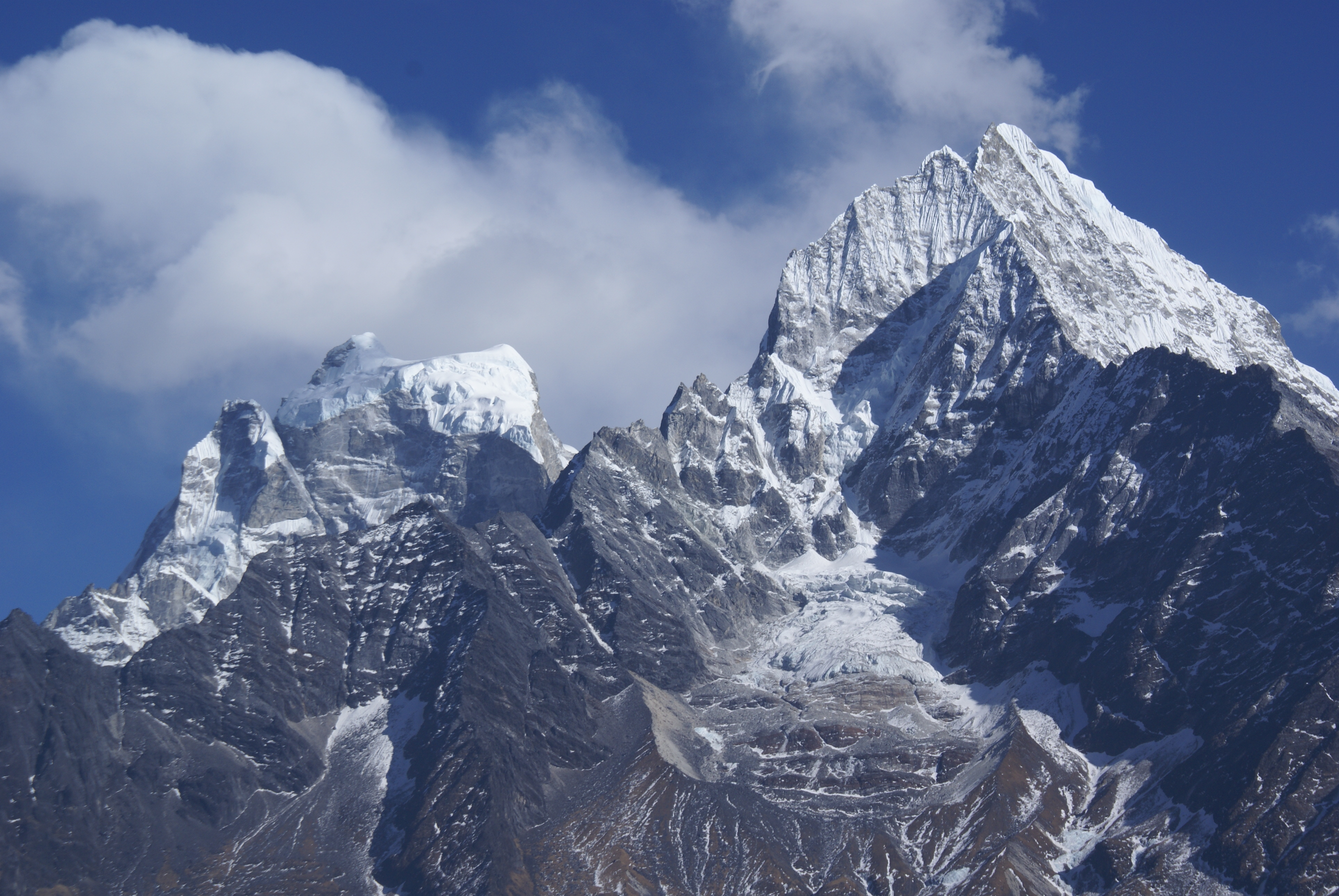
Vrchol Thamserku (vpravo) a Kangtega (vlevo)

Thamserku je hora ve východním Nepálu v pohoří Himálaje. Hora je vysoká 6 623 m n. m. a je spojena hřebenem vedoucím na východ k vrchu Kangtega. Thamserku leží východně od města Namche Bazaar a severně od hory Kusum Kanguru.

## Prvovýstupy
První výstup byl uskutečněn v roce 1964 od jihu členy Edmund Hillary's Schoolhouse Expedice: Lynn Crawford, Pete Farrell, John McKinnon, Richard Stewart a Phu Dorje Sherpa. Tým popsal výstup jako obtížný a výstup stejnou cestou nebyl nikdy zopakován.
V roce 2014 provedli prvovýstup jihozápadní stranou ruští lezci Alexander Gukov a Alexey Lonchinskiy. Za tento výstup byli oceněni Zlatým cepínem